# Pulec (galaxie)
Arp 188 (také galaxie Pulec) je narušená spirální galaxie s příčkou v souhvězdí Draka. Halton Arp ji zařadil do svého katalogu zvláštních galaxií mezi galaxie s tenkými vlákny. Nachází se ve vzdálenosti 420 milionů světelných let. Zajímavá je závojem dlouhým 280 tisíc světelných let, který obsahuje mnoho mladých modrých hvězd. Na obrázku vlevo nahoře můžeme skrz její spirální ramena vidět kompaktní galaxii, která se nachází odhadem 300 tisíc světelných let za ní. Byla navržena hypotéza, že slapovými silami při minulém přiblížení způsobila pekuliární vzhled galaxie Pulec. Závoj by se časem měl přeměnit na malé satelitní galaxie. Mnoho podobných galaxií bylo identifikovaných v Hubbleově ultra hlubokém poli. 